# كفاءة الترجمة (وراثة)
في علم الأحياء الخلوي، كفاءة الترجمة هي معدل ترجمة الرنا المرسال إلى بروتينات داخل الخلايا.
وقد تم قياسه بالبروتين لكل رنا مرسال في الساعة. وقد ثبت أن العديد من عناصر الحمض النووي الريبي (RNA) داخل mRNAs تؤثر على المعدل. وتشمل هذه مواقع ارتباط البروتين وميكرو رنا. قد تؤثر بنية الحمض النووي الريبي (RNA) أيضًا على كفاءة الترجمة من خلال البروتين المتغير أو ربط microRNA.